# Cevdet
Cevdet ist ein türkischer männlicher Vorname arabischer Herkunft (vgl. Jawdat) mit der Bedeutung „Reife, Größe; Fehlerfreiheit“. Er tritt auch als Familienname auf.

## Namensträger

### Osmanische Zeit
- Ahmed Cevdet Pascha (1822–1895), osmanischer Staatsmann, Historiker  und Rechtsgelehrter
- Abdullah Cevdet (1869–1932), osmanischer Poet, Schriftsteller, Politiker

### Vorname
- Cevdet Caner (* 1973), österreichischer Unternehmer
- Cevdet Erek (* 1974), türkischer Konzeptkünstler und Musiker
- Orhan Cevdet Kural (1950–2020), türkischer Mineraloge, Autor und Herausgeber
- Cevdet Sümer (* 1922), türkischer Springreiter
- Cevdet Sunay (1899–1982), türkischer Offizier und Politiker, 5. Staatspräsident
- Cevdet Yılmaz (* 1967), türkischer Politiker

### Familienname
- Melih Cevdet (1915–2002), türkischer Schriftsteller

### Kunstfigur
- Cevdet und seine Söhne, Roman von Orhan Pamuk aus dem Jahr 1982